# Astragalus petropolitanus
Astragalus petropolitanus är en ärtväxtart som beskrevs av Edmund Perry Sheldon. Astragalus petropolitanus ingår i släktet vedlar, och familjen ärtväxter. Inga underarter finns listade i Catalogue of Life.